# Mauretaniens herrlandslag i rugby union
Mauretaniens herrlandslag i rugby union representerar Mauretanien i rugby union på herrsidan.

## Historik
Laget spelade sin första match den 5 oktober 2003 i Bamako, och förlorade då med 8-29 mot Ghana.

### Fotnoter
1. ↑  ”Rugby International”. http://www.rugbyinternational.net/countries/mauritania.htm. Läst 26 augusti 2011.